# Бельды, Константин Мактович
Константи́н Ма́ктович Бельды́ (21 июня 1934, Дада, Нанайский район, Дальневосточный край — 30 августа 2021, Троицкое, Нанайский район, Хабаровский край) — советский, затем российский нанайский поэт, прозаик и переводчик, член Союза писателей России (с 2008 года), член правления отделения писательской организации по Хабаровскому краю. Автор ряда произведений, отражающих культуру, традиции и историю нанайского народа.

## Биография
Родился 21 июня 1934 года в селе Дада Нанайского района Дальневосточного края (ныне — Хабаровский край)  в семье охотника Макто Бельды и Тойлы Наникавны. Отец обучал сына как своему ремеслу, так и знакомил его с культурой своего народа через легенды и сказки. Макто был знатоком Приамурья, сопровождал в 1926 году путешественника Владимира Арсеньева до устья Анюя, принимал к себе в дом исследователей нанайского языка М. А. Каплан, А. И. Путинцеву, В. А. Аврорина и других.
С началом Великой Отечественной войны Бельды работал вместо ушедшего на фронт старшего брата Трофима в семейной рыболовецкой бригаде. Из-за работы мальчика поздно записали в школу — в первый класс Бельды был зачислен в одиннадцатилетнем возрасте. Окончив в 1953 году семилетнюю школу в Найхине, он получил направление районо на поступление в Ленинградский государственный педагогический институт им. А. И. Герцена. Во время учёбы познакомился с Сулунгу Оненко, в это же время начал работу над углублением своих знаний о родном языке. Университет не окончил: был вынужден оставить учёбу по состоянию здоровья. Вернувшись домой, Константин Бельды в зимнее время года работал в рыболовецкой бригаде, в летнее — в электростанции дизелистом-электриком. Повторная попытка получить высшее образование в Хабаровском педагогическом институте также не удалась.
После женитьбы Бельды на педагоге Зинаиде Николаевне в 1959 году, семья обосновалась в селе Найхин; там же, будучи руководителем самодеятельного хорового кружка, он стал пробовать себя в поэзии и переводе (перевёл на нанайский «Бухенвальский набат» А. В. Соболева, «Хор половецких девушек» оперы «Князь Игорь» А. П. Бородина и другие). В 1961 году Константин Бельды получил профессию столяра-краснодеревщика в Комсомольском-на-Амуре техническом училище, после чего стал изготавливать мебель в местном цехе при Амурском судостроительном заводе. В 1965 (по другим данным — в 1966) году семья Бельды обосновалась в посёлке Де-Кастри (Ульчский район). К тому времени Константин Бельды имел кандидата в мастера спорта по лыжам, получил первые разряды по акробатике и лёгкой атлетике, начал работать учителем физической культуры и производственного обучения. 
В 1972 году Зинаида Бельды была переведена в село Богородское в местную восьмилетнюю школу. После переезда Константин Бельды оставил педагогику, став фотокорреспондентом и журналистом ульчской районной газеты «Амурский маяк»; в этот же год стал участником различных семинаров литераторов Хабаровского края. В 1976 году он стал участником московского семинар молодых писателей и поэтов, затем, в 1980 году — Всесоюзного семинара молодых писателей Крайнего Севера, Сибири и Дальнего Востока в Ялте; там же он познакомился с творчеством Роберта Рождественского, Андрея Вознесенского, Владимира Санги, Юрия Рытхэу.
В 1991 году семья переехала в Троицкое, куда Константин Бельды получил приглашение работать редактором и выпускающим вкладыша «Ахондо эсэни» на нанайском языке к районной газете «Красное Знамя». С 1993 по 1999 годы принимал участие в краевой избирательной комиссии, позднее — внештатным инспектором по борьбе с незаконной вырубкой леса. В 2008 году был принят в члены Союза писателей России.
Скончался 30 августа 2021 года в Троицком.

## Творчество
Творческое наследие Константина Бельды умещено в трёх сборниках: «Лунный бубен» (1999), «Водоворот» (2005) и «Предания земли нани» (2007; первое издание сборника носит название «Бесстопный шаман»). Первый сборник был выпущен издательством «Тонкие лозы», при поддержке администрации Нанайского района. Книга представляет собой компиляцию как опубликованных произведений, так и новых («Красавица», «Не сердись», «Время» и другие). Красной линией во всех произведениях, по мнению исследовательницы Елены Глебовой, проходит размышление поэта об ушедших родственниках и прошлом, стремление предать произведениям схожесть с шаманскими ритуалами, легендами и песнями, запечатлеть окружавший его мир. 
«Хорошая основа для дальнейших исследований» — так был прокомментирован кандидатом исторических наук, главным хранителем Градековского музея Татьяной Мельниковой следующий сборник Бельды «Водоворот». Книга содержит топонимические исследования, где автор прослеживает и определяет происхождение названий древних нанайских стойбищ. Под влиянием трудов Владимира Арсеньева и Алексея Окладникова в этой области, и обладая, как отмечает Е. Глебова, «глубокими» познаниями в нанайской культуре, К. Бельды создал «достоверный» источник информации в области истории географических названий различных населённых пунктов Хабаровского края. Помимо анализа названий семнадцати стойбищ, публикация интересна и рассказами об их прошлом населении, отличающиеся авторским восприятием природы и духовной жизнью.
Книга «Предания земли нани», третья книга в творчестве К. Бельды, получила положительную реакцию В. П. Сысоева, который отметил умение писателя «чисто, образно, ярко» и детально изображать жизнь своих соплеменников различных профессий. Охотники, рыбаки и земледельцы с подачи Бельды представляют собой людей с «богатым» внутренним миром, живущие, следуя убеждениям. Язык и шаманство, раскрытое влияние ритуалов на сознание людей — те вещи, по мнению Сысоева, сделавшие книгу ценной материальной базой для будущих этнографических исследований. Повесть «Бесстопный шаман», вошедшая в книгу, получила внимание со стороны писателя и блогера Ивана Гобзева. Автор статьи о повести считает, что изображение действительности языческого народа посредством раскрытия обыденных тем — шаманизма, приёма пищи и охоты  — позволило придать тексту «наивность», которая помогла автору избежать высокопарности. Абстрагировавшись от политики, К. Бельды все творческие силы отдал изображению жизни языческого народа в советское время. Повесть, отличающаяся нелинейным стилем повествования, имеет связующее звено в лице главного героя — шамана Пилха. Персонаж решает различные проблемы других с помощью ритуалов, контакта с духами и путешествии по мирам «со скоростью мысли». Показателен в этой связи фрагмент с братьями-охотниками. Неудачливому охотнику —  Капоке — попадается на пути, как узнаётся позже, злой дух в образе девушки. Поначалу дух задабривает юношу, даёт ему утешение и большую добычу, однако вскоре он подставляет Капоке, что тот подстреливает своего старшего брата на охоте. После этого дух пытается завладеть Капоке, ночные видения почти доводят юношу до суицида, однако Пилха успевает снять чары. 

## Память
В 2024 году в Дальневосточной государственной научной библиотеке была организована выставка творчества писателя.

## Награды
- Почётный знак Республики Саха (Якутия) «За укрепление мира и дружбы народов» (2015)[10].